# Generallöjtnant
Generallöjtnant är en militär generalsgrad. Ursprungligen var generallöjtnanten generalens adjutant eller ställföreträdare. Ordet löjtnant kommer från franskans lieu tenant, "ställföreträdare". Det är förklaringen till att en generallöjtnant är en högre grad än generalmajor. Senare var generallöjtnanten ofta befälhavare för en division.

## Sverige
I den svenska Försvarsmakten är generallöjtnant (förkortning: genlt) den näst högsta graden för officerare inom armén, flygvapnet och amfibiekåren (motsvarande viceamiral i flottan). Generallöjtnant bär tre guldstjärnor som gradbeteckning, på fältuniform är de dock numera svarta.
I dag innehas generallöjtnantsgraden eller viceamiralsgraden av tre yrkesofficerare inom Försvarsmakten (Högkvarteret): Chefen för försvarsstaben, chefen för MUST och chefen för operationsledningen.[källa behövs] Liksom generaler och amiraler tillsätts generallöjtnanter och viceamiraler av regeringen.

### Gradbeteckningar i Sverige (nuvarande)

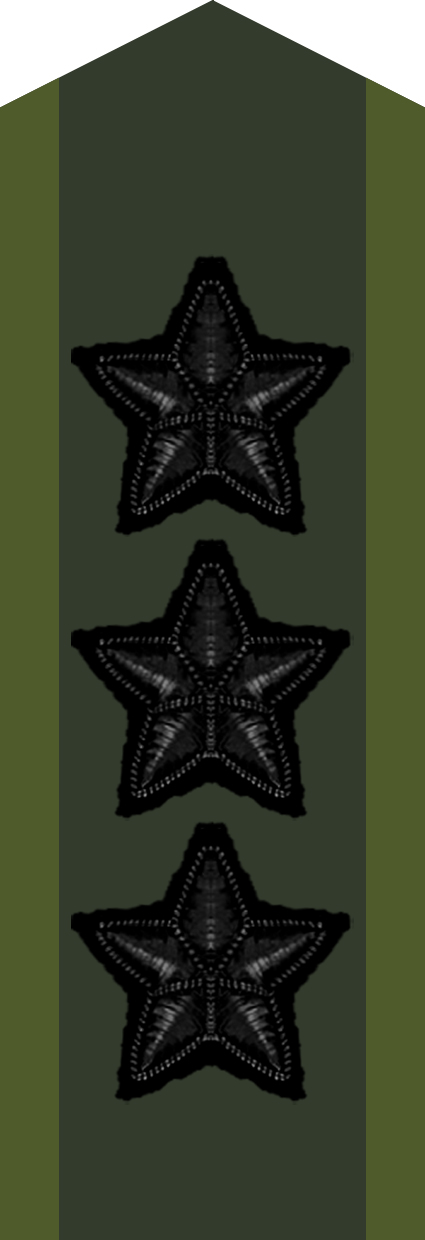
Sverige, fältuniform
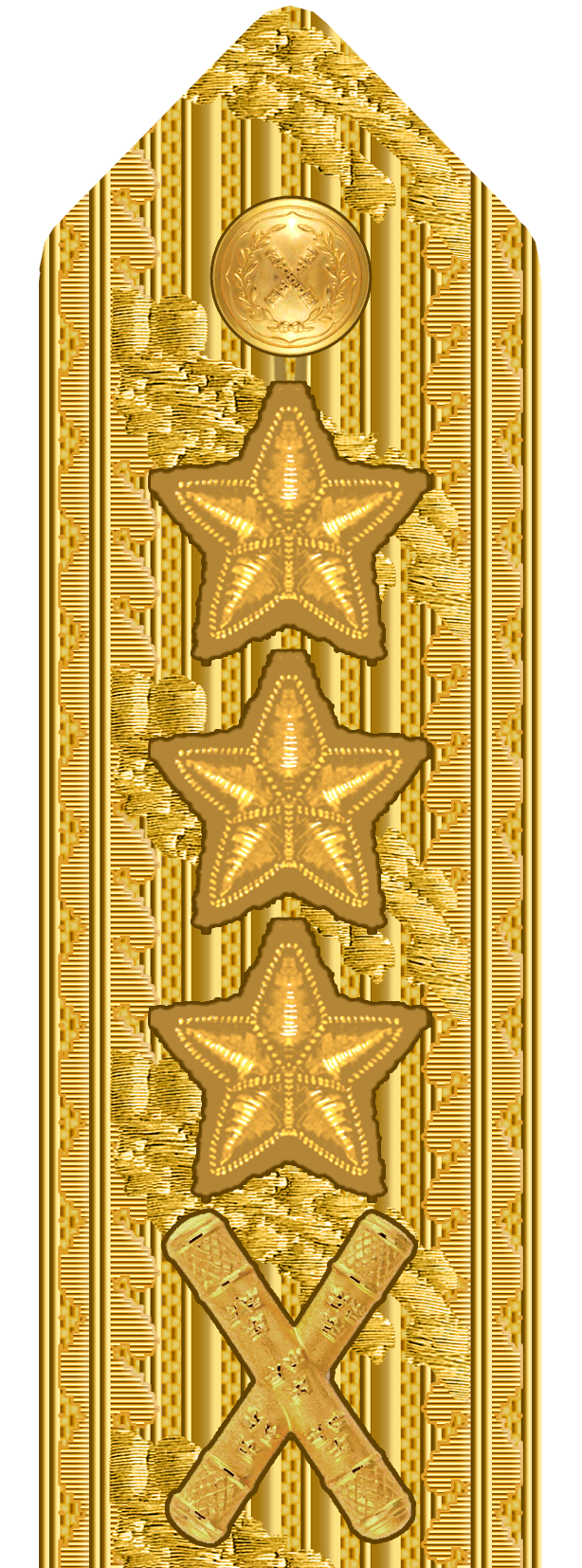
Sverige, armén (uniform m/87)
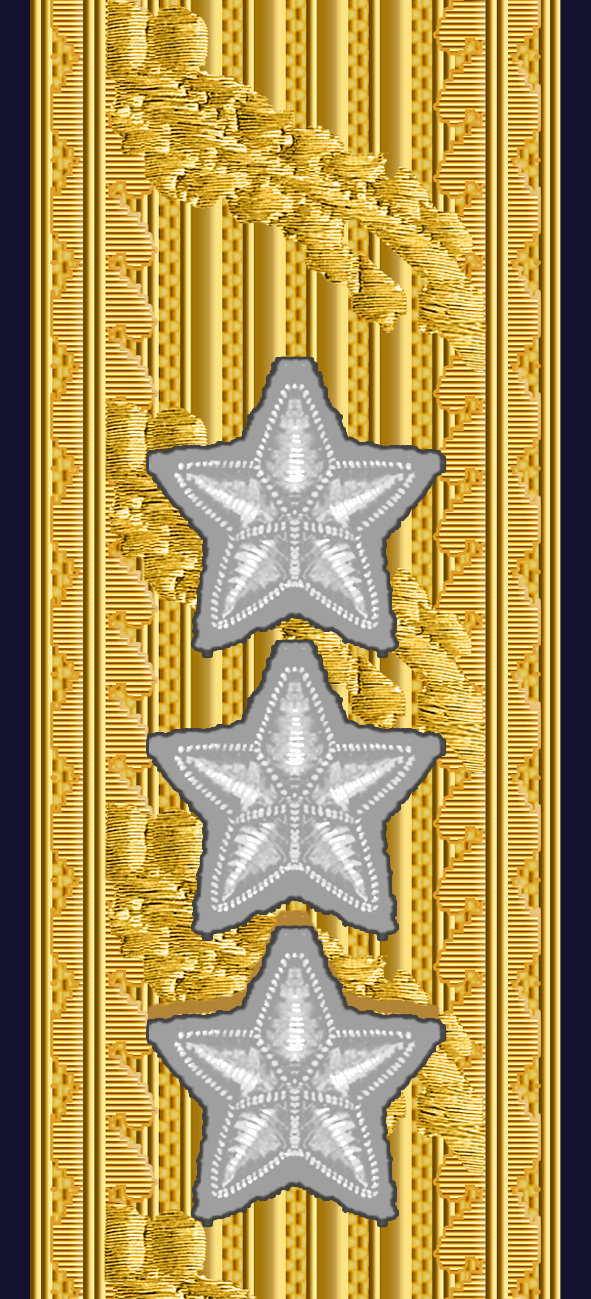
Sverige, amfibie (sjöstridsdräkt)
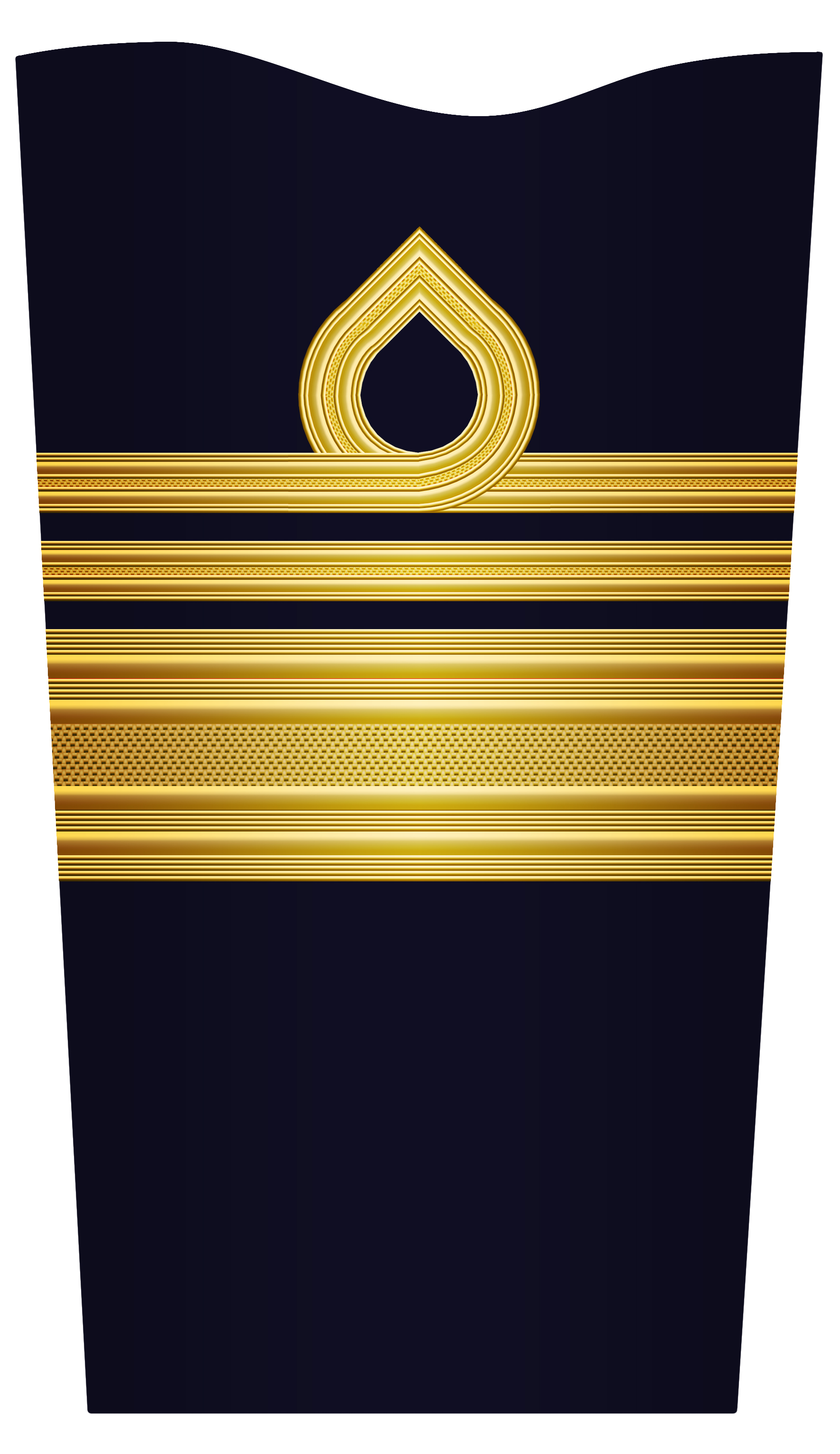
Sverige, amfibiekåren (ärm på innerkavaj m/48)
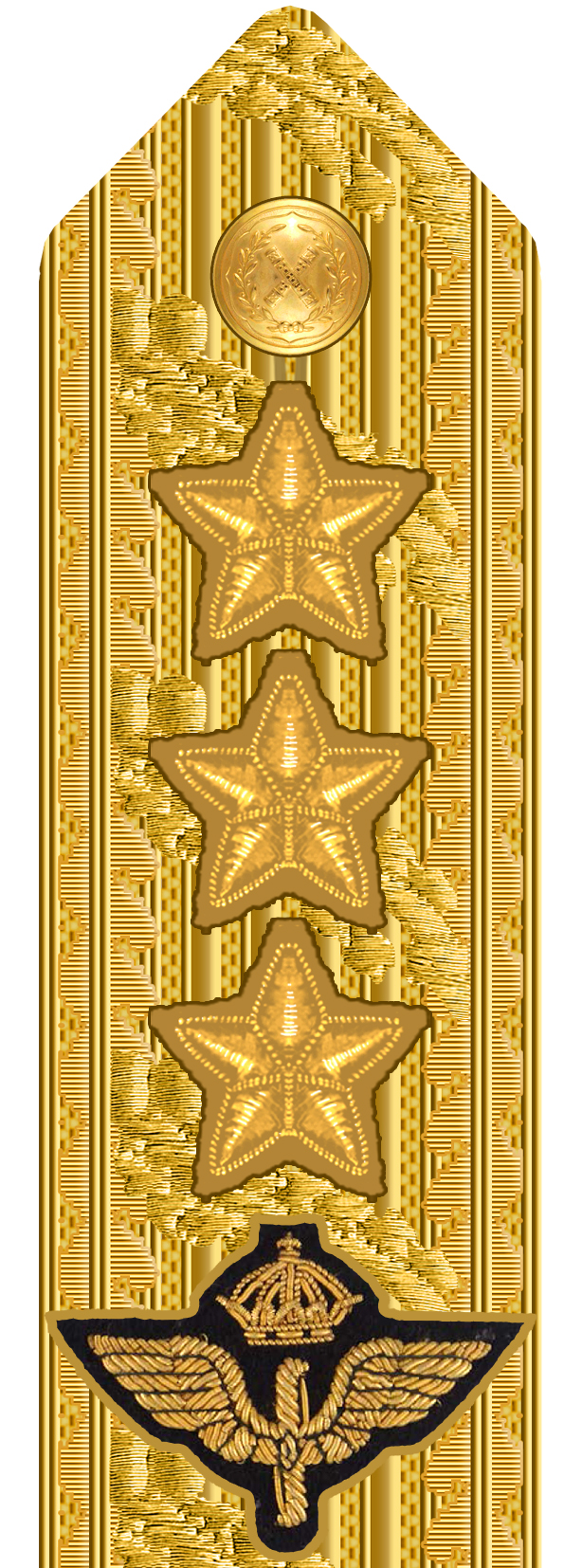
Sverige, flygvapnet (uniform m/87)
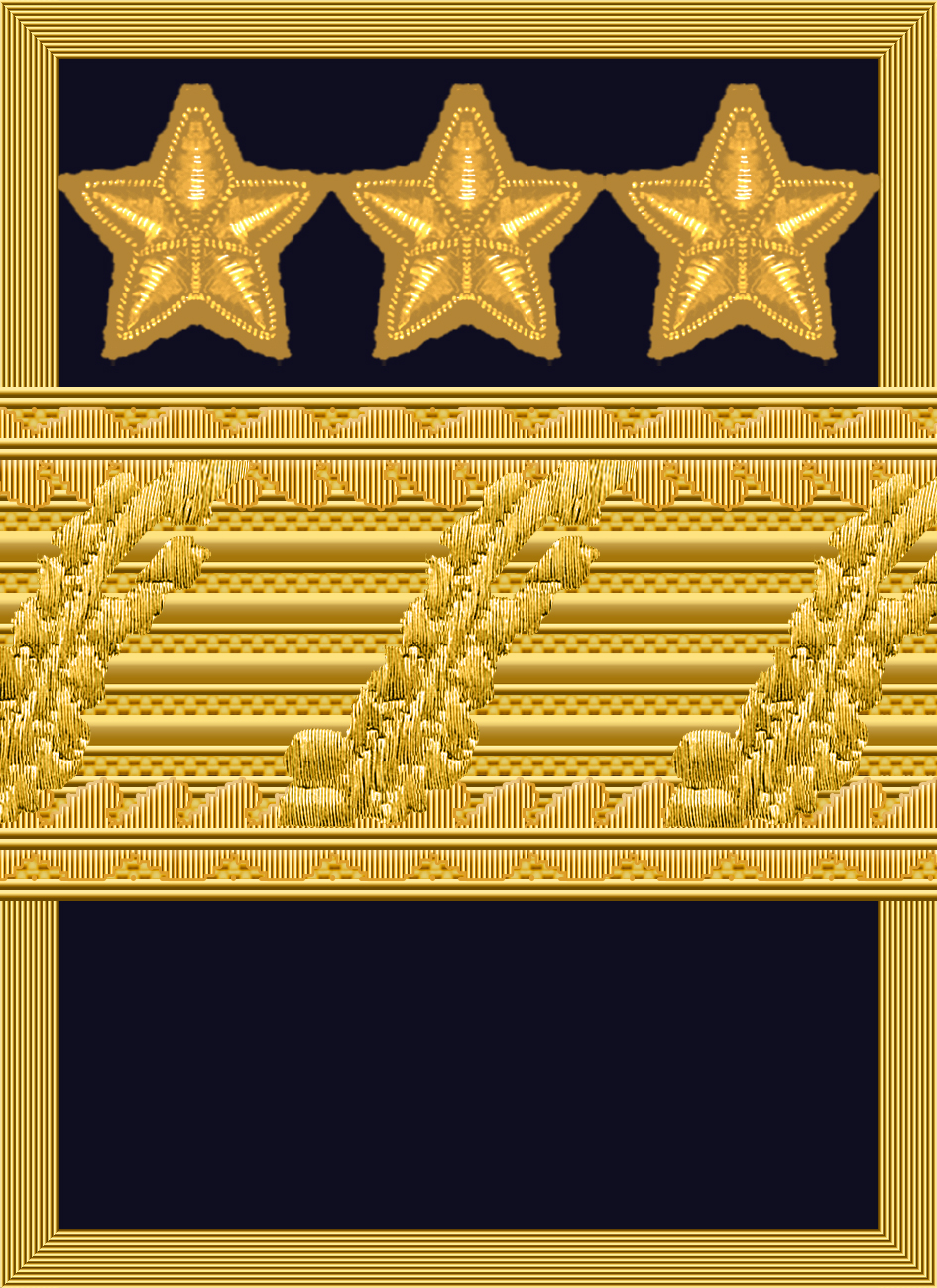
Sverige, flygvapnet (flygstridsdräkt)

### Gradbeteckningar i Sverige - före 1972
I samband med Tjänsteställningsreformen 1972 ändrades de svenska gradbeteckningarna för generalspersoner. Detta gjorde att svenska generallöjtnanter, som tidigare haft 2 stjärnor, efter reformen istället fick tre stjärnor. Gradbeteckningarna före 1972 var alltså följande;

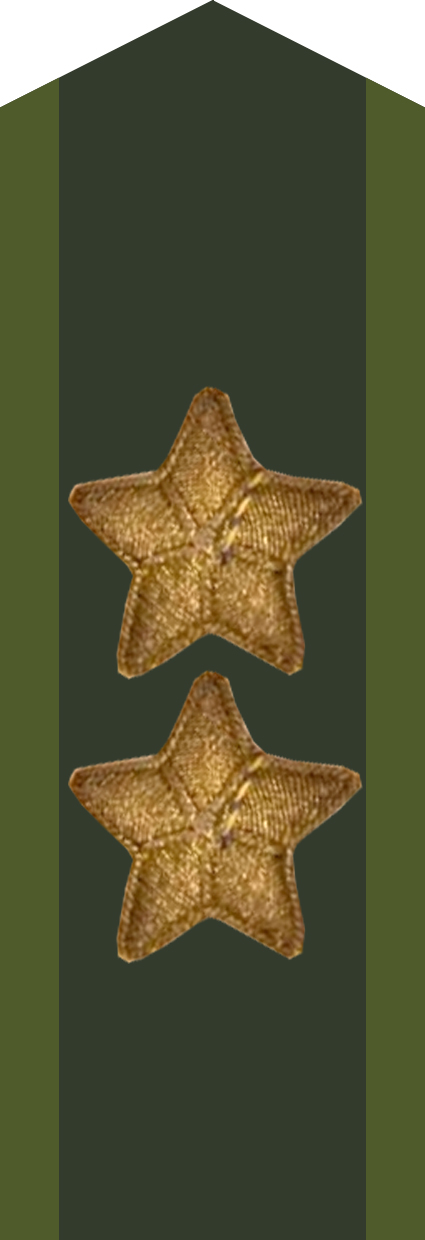
Sverige, fältuniform m/1958
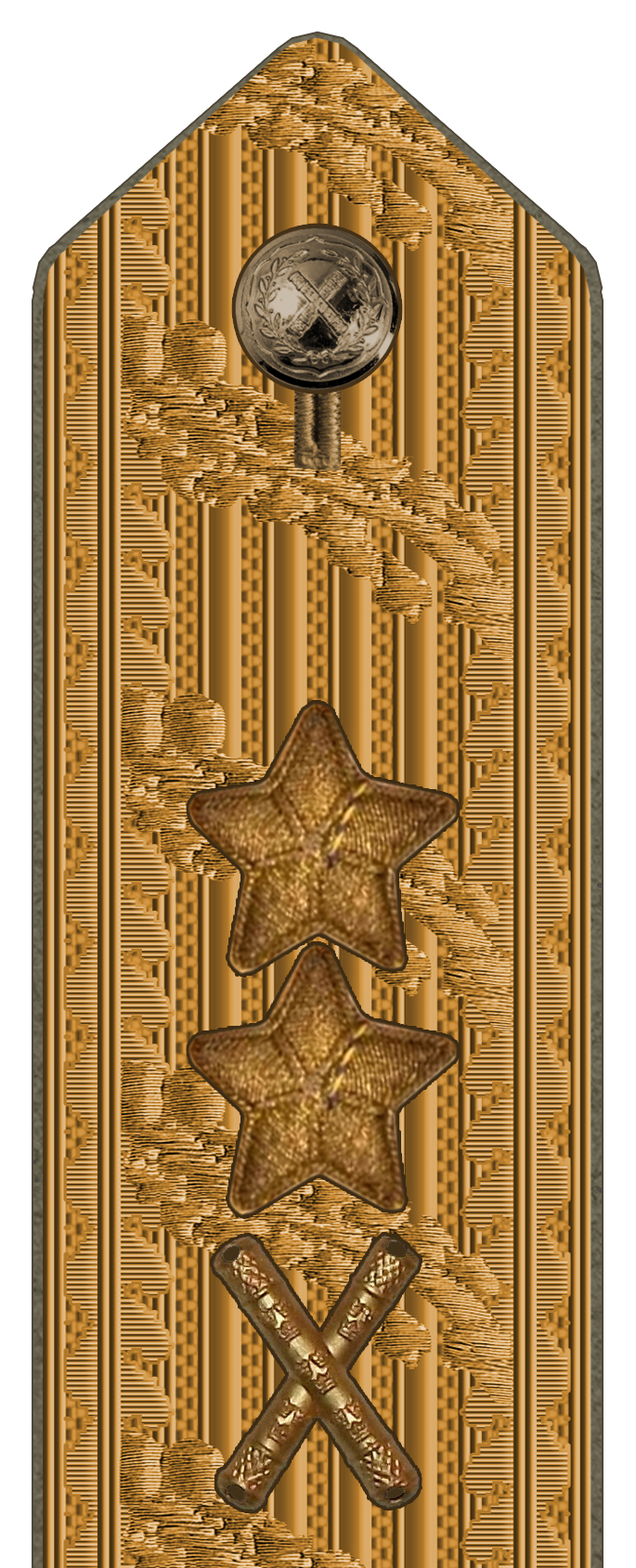
Sverige, armén (uniform m/1939)
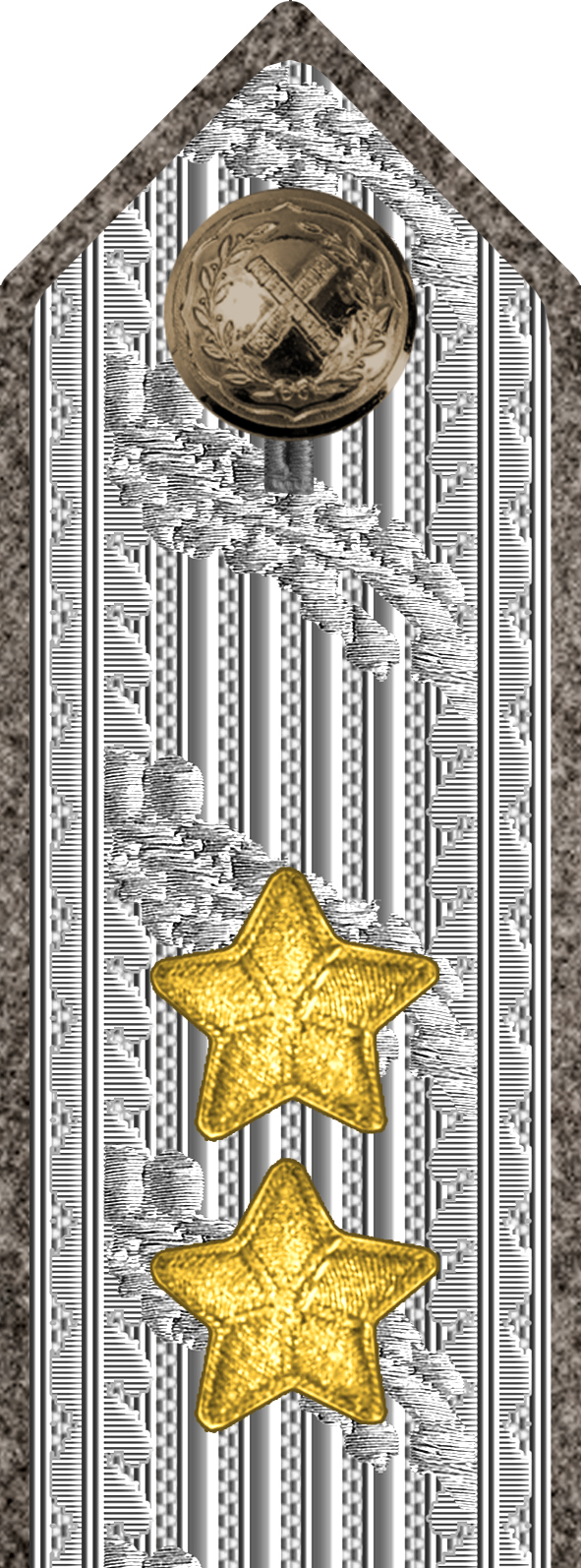
Sverige, armén (uniform m/1923)
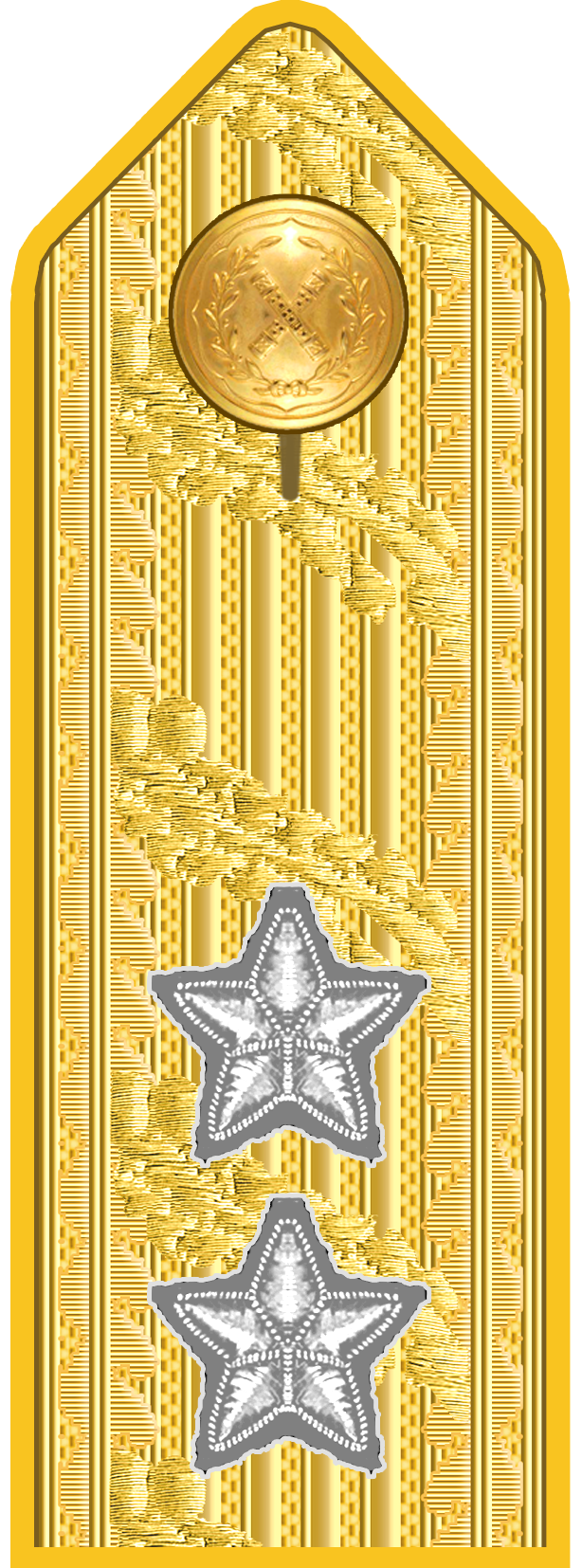
Sverige, armén (uniform m/1910)
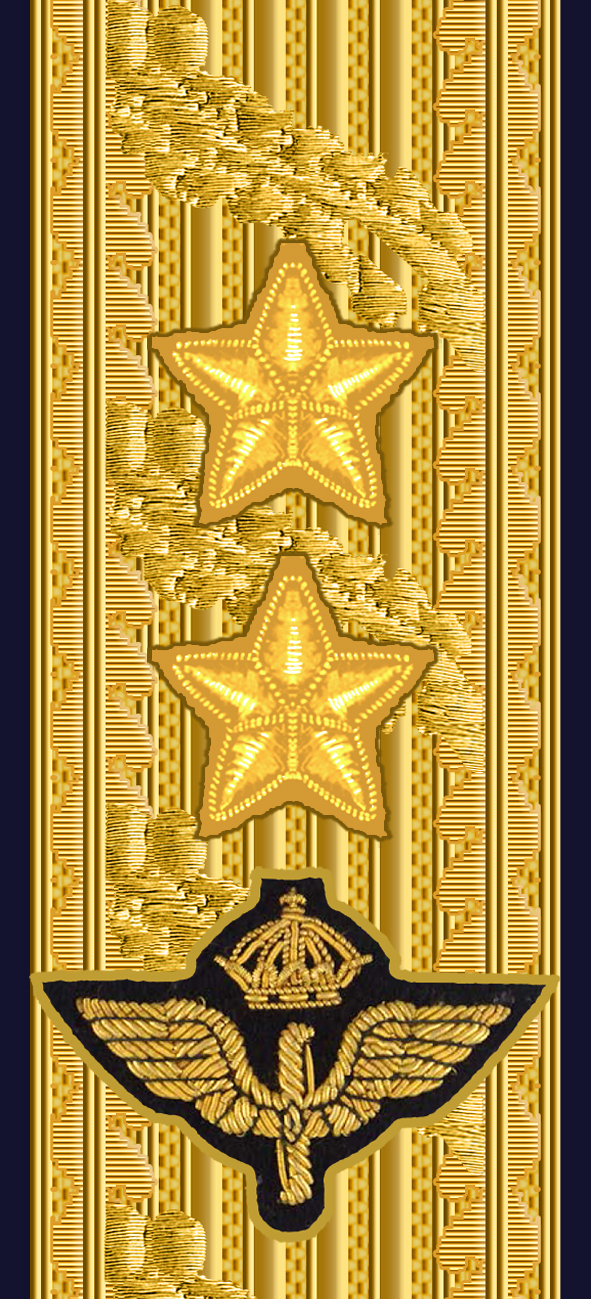
Sverige, flygvapnet (hylsa)
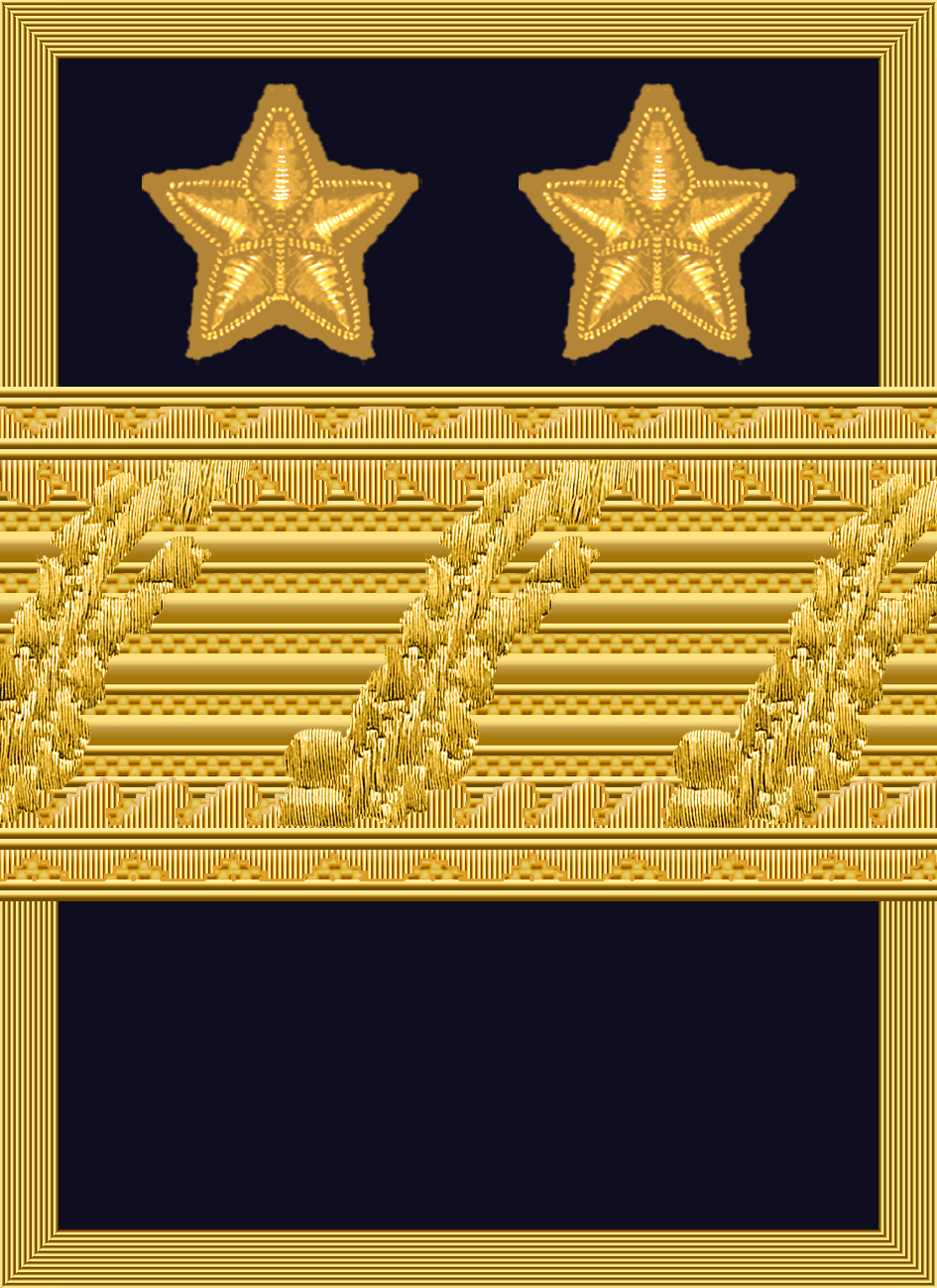
Sverige, flygvapnet (flygstridsdräkt)

## Gradbeteckningar i andra länder

Danmarks flygvapen
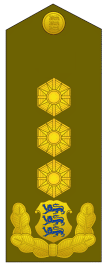
Estland
Finland
Förbundsrepubliken Tyskland, Bundeswehr
Kroatien
Norges armé
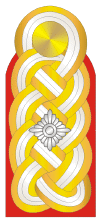
Tyskland under andra världskriget, Wehrmacht
Axelklaff, USA:s flygvapen